# 1961 en chimie
Cet article présente les faits marquants de l'année 1961 en chimie.

## Évènements
- 14 février : première synthèse du lawrencium (Lr), élément chimique de numéro atomique 103, dans le Heavy Ion Linear Accelerator (HILAC) au Laboratoire national Lawrence-Berkeley de l'université de Berkeley[1].
- 27 mai : les biochimistes Marshall Nirenberg et  Heinrich Matthaei identifient le premier codon du code génétique[2] (le codon pour l'aminoacide phénylalanine) en utilisant le système d'enzymes de Grunberg-Manago pour la préparation de polynucléotides[3].
- Mai : les biochimistes britanniques Guy Newton (en) et Edward Abraham (en) décrivent leur découverte de la céphalosporine C[4]

## Prix
- Prix Nobel de chimie : Melvin Calvin pour ses travaux sur l'assimilation du dioxyde de carbone par les plantes[5].
- Prix Procter & Gamble : Stephen Brunauer[6]
- Médaille Garvan-Olin : Sarah Ratner[7]
- Prix Ernest-Guenther : Casimir F. Seidel[8]
- ACS Award in Pure Chemistry : Eugene van Tamelen[9]
- Médaille Priestley : Louis P. Hammett[10],[11]
- Médaille Davy : Derek Barton en reconnaissance de ses recherches remarquables en chimie organique, notamment sur la structure et la stéréochimie des produits naturels de la série des terpènes et des stéroïdes ; et l'analyse de la conformation des structures cycliques[12],[13].
- Faraday Lectureship : Sir Christopher Kelk Ingold[14]
- Claude S. Hudson Award in Carbohydrate Chemistry : John C. Sowden[15]
- Médaille William-H.-Nichols : Peter J. W. Debye[16]

## Naissances
- 15 avril : Carol Greider, biologiste moléculaire américain, prix Nobel de physiologie ou médecine en 2009.

## Décès
- 28 janvier : Émile Jaboulay (né en 1879), chimiste français.
- 1er février[17] : Émile Henriot (né en 1885), chimiste français.
- 21 mars[18] : José Casares Gil (né en 1866), chimiste et pharmacologue espagnol.
- 24 mars : Matthew Albert Hunter (né en 1878), chimiste néo-zélandais.
- 15 mai[19] : Nathalie Demassieux (née en 1884), chimiste et universitaire française.
- 25 août[20] : Morris William Travers (né en 1872), chimiste anglais.
- 30 novembre : Ehrenfried Pfeiffer (né en 1899), chimiste et agronome allemand.